# Zamek w Zahajcach Małych
Zamek w Zahajcach Małych – zamek wybudowany na wzgórzu w XVI w.

## Architektura
Zamek otoczony był rowem i wałami. Około 1626 r. na miejscu starego zamku, prawdopodobnie zniszczonego wcześniej, rozpoczęto budowę prawosławnego klasztoru, jednego z najstarszych na Wołyniu. Budowę kompleksu klasztornego sfinansowała Irena z Bohowitynów Jarmolińska, wdowa po Konstantynie Jarmolińskim, pułkowniku wojsk polskich. Budowa kosztowała 30 000 zł. Klasztor był jednym z głównych bastionów prawosławia na Wołyniu. W klasztorze znajdowała się unikatowa biblioteka, która zawierała wiele starożytnych manuskryptów.